# Костафиоре (Мачерата)
Костафиоре (итал. Costafiore) насеље је у Италији у округу Мачерата, региону Марке.
Према процени из 2011. у насељу је живело 31 становника. Насеље се налази на надморској висини од 646 м.